# Dollaro malese
Il dollaro (Malese: ringgit, Jawi: ريڠڬيت) è stata la valuta delle colonie e dei protettorati britannici in Malesia e Brunei fino al 1953. Fu introdotto nel 1939, sostituendo il dollaro dello Stretto alla pari, con 1 dollaro = 2 shillings 4 pence (60 dollari = 7 sterline).

## Storia
Il dollaro malese fu emesso dal "Board of Commissioners of Currency, Malaya", con una interruzione durante l'occupazione giapponese (1942–1945). In questo periodo venne emessa carta moneta denominata in cent e dollari. Questa valuta era agganciata allo yen al tasso fisso di 1 dollaro = 1 yen, in confronto a un rapporto prebellico di 1:2. Dopo la guerra, la valuta dell'occupazione giapponese fu dichiarata senza valore e alle precedenti emissioni del dollaro malese fu riassegnato il loro valore rispetto alla sterlina.
Nel 1952 il board fu rinominato "Board of Commissioners of Currency, Malaya and British Borneo". Il "Board" cominciò ad emettere banconote nel 1953. Si veda l'articolo Dollaro della Malesia e del Borneo britannico.

## Monete
Tra il 1939 e il 1950 furono emesse monete in tagli da ½ e 1 cent (quadrate, in bronzo), 5, 10 e 20 cent (in argento fino al 1945; in cupronichel dal 1948).

## Banconote
Nel 1940, nel Regno Unito, furono stampate banconote da 1, 5 e 10 dollari per l'utilizzo in Malesia. Comunque solo quelle da 10 dollari furono emesse, poiché una nave carica di banconote da 1 e 5 dollari venne fatta prigioniera dall'esercito tedesco. A causa della guerra in Europa, il "Survey Department" stampò biglietti da 10 e 25 cent da far circolare. Questi furono rimpiazzati nel 1941 da banconote stampate da Thomas de la Rue in tagli da 1, 5, 10, 20 e 50 cent.
Durante l'occupazione, il governo giapponese emise banconote da 1, 5, 10 e 50 cent, 1, 5 e 10 dollari nel 1942, seguite da quelle da 100 e 1 000 dollari nel 1944 e 1945, rispettivamente. Questa valuta è informalmente nota come "moneta delle banane", con riferimento alle banane riportate sui biglietti da 10 dollari, e forse anche con dispregiativa allusione alle "repubbliche delle banane".
Nel 1945, dopo che i britannici ebbero riguadagnato il controllo della Malesia, furono emesse banconote (datate 1941) in tagli da 1, 5, 10, 50, 100, 1 000 e 10 000 dollari.
| Banconote in cent | Banconote in cent | Banconote in cent | Banconote in cent      | Banconote in cent | Banconote in cent | Banconote in cent | Banconote in cent                        |
| Immagine          | Immagine          | Valore            | Colore principale      | Descrizione       | Descrizione | Data di emissione | Stampato                                 |
| Fronte            | Retro             | Valore            | Colore principale      | Fronte            | Retro | Data di emissione | Stampato                                 |
| ----------------- | ----------------- | ----------------- | ---------------------- | ----------------- | --- | ----------------- | ---------------------------------------- |
|                   |                   | 1 cent            | Porpora/Arancione      | Re Giorgio VI     | Vuoto | 1941              | Thomas De La Rue                         |
|                   |                   | 5 cent            | Rosso/Verde            | Re Giorgio VI     | Vuoto | 1941              | Thomas De La Rue                         |
|                   |                   | 10 cent           | Blu scuro/Rosa/Marrone | Re Giorgio VI     | Vuoto | 1940              | Survey Department, Stati malesi federati |
|                   |                   | 10 cent           | Blu/Rosa               | Re Giorgio VI     | Vuoto | 1941              | Thomas De La Rue                         |
|                   |                   | 20 cent           | Marrone/Arancione      | Re Giorgio VI     | Stemmi degli Stati malesi federati (a sinistra), degli Stabilimenti dello Stretto (in alto al centro), degli Stati malesi non federati e del Brunei (a destra) | 1940              | Thomas De La Rue                         |
|                   |                   | 25 cent           | Verde/Arancione        | Re Giorgio VI     | Stemmi degli Stati malesi federati (a sinistra), degli Stabilimenti dello Stretto (in alto al centro), degli Stati malesi non federati e del Brunei (a destra) | 1941              | Survey Department, Stati malesi federati |
|                   |                   | 50 cent           | Porpora/Arancione      | Re Giorgio VI     | Stemmi degli Stati malesi federati (a sinistra), degli Stabilimenti dello Stretto (in alto al centro), degli Stati malesi non federati e del Brunei (a destra) | 1941              | Thomas De La Rue                         |

| Banconote in dollari | Banconote in dollari | Banconote in dollari | Banconote in dollari | Banconote in dollari | Banconote in dollari | Banconote in dollari |
| Immagine             | Immagine             | Valore               | Colore principale    | Descrizione          | Descrizione | Data di emissione    |
| Fronte               | Retro                | Valore               | Colore principale    | Fronte               | Retro | Data di emissione    |
| -------------------- | -------------------- | -------------------- | -------------------- | -------------------- | --- | -------------------- |
|                      |                      | $1                   | Verde                | Re Giorgio VI        | Stemmi degli Stati malesi federati (a sinistra), degli Stabilimenti dello Stretto (in alto al centro), degli Stati malesi non federati e del Brunei (a destra) | 1940                 |
|                      |                      | $1                   | Blu                  | Re Giorgio VI        | Stemmi degli Stati malesi federati (a sinistra), degli Stabilimenti dello Stretto (in alto al centro), degli Stati malesi non federati e del Brunei (a destra) | 1941                 |
|                      |                      | $5                   | Blu                  | Re Giorgio VI        | Stemmi degli Stati malesi federati (a sinistra), degli Stabilimenti dello Stretto (in alto al centro), degli Stati malesi non federati e del Brunei (a destra) | 1940                 |
|                      |                      | $5                   | Verde/Giallo         | Re Giorgio VI        | Stemmi degli Stati malesi federati (a sinistra), degli Stabilimenti dello Stretto (in alto al centro), degli Stati malesi non federati e del Brunei (a destra) | 1941                 |
|                      |                      | $10                  | Porpora              | Re Giorgio VI        | Stemmi degli Stati malesi federati (a sinistra), degli Stabilimenti dello Stretto (in alto al centro), degli Stati malesi non federati e del Brunei (a destra) | 1940                 |
|                      |                      | $10                  | Rosso                | Re Giorgio VI        | Stemmi degli Stati malesi federati (a sinistra), degli Stabilimenti dello Stretto (in alto al centro), degli Stati malesi non federati e del Brunei (a destra) | 1941                 |
|                      |                      | $50                  | Blu/Malva            | Re Giorgio VI        | Stemmi degli Stati malesi federati (a sinistra), degli Stabilimenti dello Stretto (in alto al centro), degli Stati malesi non federati e del Brunei (a destra) | 1941                 |
|                      |                      | $100                 | Rosso/Verde          | Re Giorgio VI        | Stemmi degli Stati malesi federati (a sinistra), degli Stabilimenti dello Stretto (in alto al centro), degli Stati malesi non federati e del Brunei (a destra) | 1941                 |
|                      |                      | $1 000               | Blu/Porpora          | Re Giorgio VI        | Stemmi degli Stati malesi federati (a sinistra), degli Stabilimenti dello Stretto (in alto al centro), degli Stati malesi non federati e del Brunei (a destra) | 1941                 |
|                      |                      | $10 000              | Verde/Marrone chiaro | Re Giorgio VI        | Stemmi degli Stati malesi federati (a sinistra), degli Stabilimenti dello Stretto (in alto al centro), degli Stati malesi non federati e del Brunei (a destra) | 1941                 |